# Herndon (Kansas)
Herndon is een plaats (city) in de Amerikaanse staat Kansas, en valt bestuurlijk gezien onder Rawlins County.

## Demografie
Bij de volkstelling in 2000 werd het aantal inwoners vastgesteld op 149.
In 2006 is het aantal inwoners door het United States Census Bureau geschat op 135, een daling van 14 (-9,4%).

## Geografie
Volgens het United States Census Bureau beslaat de plaats een oppervlakte van
0,7 km², geheel bestaande uit land. Herndon ligt op ongeveer 814 m boven zeeniveau.

## Plaatsen in de nabije omgeving
De onderstaande figuur toont nabijgelegen plaatsen in een straal van 36 km rond Herndon.